# Ypsolopha sarmaticella
Ypsolopha sarmaticella là một loài bướm đêm thuộc họ Ypsolophidae. Loài này có ở Phần Lan, Estonia, Latvia, Nga (đồng bằng Nga, đồng bằng Tây Xibia và các núi Nam Xibia) và Ukraina.
Sải cánh dài khoảng 15 mm.
Ấu trùng ăn các loài Caragana.